# بيتر ويلكينسون (كاهن كاثوليكي)
بيتر ويلكينسون هو كاهن كاثوليكي كندي، ولد في 1940 في فيكتوريا في كندا.